# 硋窑瓷窑址
硋窑瓷窑址，是位于中国福建省宁德市周宁县泗桥乡硋窑村的一个宋代古遗址，1983年入选周宁县首批文物保护单位。
硋窑开创于宋代，期间断断续续，直至1970年代彻底关闭。遗址面积约4.5平方公里，文化堆积层1—2米，瓷器为景德镇窑系，以青白瓷为主，另有酱釉、黑瓷器等类型，器型有碗、碟、盆、瓶、壶和罐等，多饰以篦划纹，亦有绳纹和鱼草纹。